# Puertos (Camuy)
Puertos es un barrio ubicado en el municipio de Camuy en el Estado Libre Asociado de Puerto Rico. En el Censo de 2010 tenía una población de 1330 habitantes y una densidad poblacional de 214,23 personas por km².

## Geografía
Puertos se encuentra ubicado en las coordenadas 18°23′47″N 66°53′20″O / 18.39639, -66.88889. Según la Oficina del Censo de los Estados Unidos, Puertos tiene una superficie total de 6.21 km², de la cual 6.2 km² corresponden a tierra firme y (0.17%) 0.01 km² es agua.

## Demografía
Según el censo de 2010, había 1330 personas residiendo en Puertos. La densidad de población era de 214,23 hab./km². De los 1330 habitantes, Puertos estaba compuesto por el 89.17% blancos, el 3.31% eran afroamericanos, el 0.45% eran amerindios, el 0.38% eran asiáticos, el 5.79% eran de otras razas y el 0.9% pertenecían a dos o más razas. Del total de la población el 99.62% eran hispanos o latinos de cualquier raza.